# A körben
A körben Sztevanovity Zorán 2004. december 2-án megjelent kislemeze.

## Történet
A lemez négy, eredetileg angol nyelvű dal feldolgozását tartalmazza, akárcsak a tíz évvel korábban megjelent Kell ott fenn egy ország című kislemez. A felvételek a Tom-Tom Stúdióban készültek 2004-ben Sipeki Zoltán és Zorán zenei rendezésében. A Záróra már megjelent 2003-ban A vendégek című, Leonard Cohen-dalok feldolgozásaiból összeállított albumon.
Az eredeti szándék szerint hat dal készült a lemezre, de kettő szerzői jogi akadályok miatt végül nem kerülhetett rá, így A part, Eric Clapton Wonderful Tonight című dalának a feldolgozása. Bruce Springsteen szintén nem engedélyezte Streets of Philadelphia című dalának megjelentetését, de a Dusán által írt dalszöveget (A máshol élők városa címmel) olyan jónak tartották, hogy Presser Gábor új zenét írt hozzá, és így 2006-ban megjelentették Presser T12enkettő és Zorán Közös szavakból című lemezén. A magyar dalszöveg nem az angol fordítása, de mindkét dal egy érzékeny társadalmi problémáról szól: a Streets of Philadelphia az AIDS-betegek, A máshol élők városa a hajléktalanok kitaszítottságáról.
Stingnek a Shape of My Heart Dusán-féle szövege (A körben) annyira tetszett, hogy lemondott a jogdíjáról. Ritka, hogy egy híres előadó lemondjon az átdolgozás után járó jogdíjról.
Az album dalai itt jelentek meg először, később Zorán koncert- és válogatásalbumaira is felkerült.

## Közreműködők
- Sipeki Zoltán – gitárok
- Orosz Zoltán – harmonika
- Gazda Bence – hegedű, brácsa
- Lattmann Béla – basszusgitár
- Gyenge Lajos – dob
- Kovács Péter „Kovax” – zongora, Hammond-orgona
- Závodi Gábor – billentyűs hangszerek, dobprogram
- Szirtes Edina – hegedű
- Nádasi Veronika, Óvári Éva és Kabelács Rita – vokál

## Dalok
Az összes dal magyar szövegét Dusán írta.
1. A körben (Sting: Shape of My Heart) – 4:34
2. Üres bölcsőt ringat a Hold fénye (Harry Chapin: Cats in the Cradle) – 3:53
3. Záróra (Leonard Cohen: Closing Time) – 6:05
4. A nő (Billy Joel: She's Always a Woman) – 3:17

Teljes játékidő: 17:49